# Премијер
Премијер (фр. premier), или први министар (фр. premier ministre), шеф је кабинета и предводник министара у извршној грани власти, најчешће у парламентарном или полупредсједничком систему. У многим системима, први министар бира и смјењује остале чланове кабинета и додјељује положаје унутар власти. У већини система, први министар је предсједавајући члан и шеф кабинета. У мањем броју система, посебно у полупредсједничком систему, први министар је службеник који руководи цивилним службама и извршава налоге шефа државе.
Појам премијер долази од француског „premier ministre“, што значи „први министар“. Историјски посматрано, први премијери нису били доминантне личности у влади, већ су краљеви њима управљали, па су премијери само били први међу једнакима, углавном веза владе са монархом.
У нововјековној Србији први човјек владе носио је различите титуле. До 1861. године зван је књажевски представник, у периоду 1861—1903. био је предсједник Министарства, а од 1903. до 1918. године предсједник Министарског савјета. Иста титула задржана је и у међуратној југословенској влади. Послије Другог свјетског рата први човјек је предсједник Владе до 1953. године, када постаје предсједник Извршног вијећа. Титула предсједника владе враћа се 1991. године.

## Етимологија
Израз премијер у свом француском облику, премијер министар, посведочен је у изворима из 17. века који се односе на кардинала Ришељеа након што је именован за председника краљевског савета 1624. Титула је, ма колико била неформална и коришћена заједно са подједнако неформалним principal ministre d'État („главни министар државе“) више као опис посла. Након 1661. Луј XIV и његови потомци су одбили да дозволе да један од њихових министара буде важнији од осталих, те тај термин није био у употреби.
Термин премијер у садашњем смислу настао је у 18. веку у Уједињеном Краљевству када су чланови парламента омаловажавајући користили ту титулу у односу на сер Роберта Волпола (чија је званична титула била Први лорд трезора). Током целог 18. века, Британија је била укључена у дугорочни сукоб са Француском, који је периодично избијао у свеопшти рат. Британци су се отворено поносили својом „слободом“ за разлику од „тираније“ француске Апсолутне монархије; стога, имплицитно поређење са Ришељеом није био комплимент Волполу. Временом је, међутим, та титула постала почасна и таква остаје иу 21. веку.

## Историја

### Развој
Средином 17. века, након Енглеског грађанског рата (1642–1651), парламент је ојачао своју позицију у односу на монарха, а затим је добио више моћи кроз Славну револуцију 1688. и усвајање Закона о правима 1689. године. Монарх више није могао успоставити никакав закон или наметнути порез без његове дозволе и тако је Доњи дом постао део владе. У овом тренутку почиње да се појављује модеран стил премијера.
Прекретница у еволуцији премијерског мандата дошла је са смрћу Ане 1714. и доласком Џорџа I на престо. Џорџ није говорио енглески, проводио је велики део свог времена у свом дому у Хановеру и није имао ни знања ни интересовање за детаље енглеске владе. У овим околностима било је неизбежно да први краљев министар постане де факто шеф владе.
Од 1721. године, то је био виговски политичар Роберт Валпол, који је обављао дужност двадесет и једну годину. Волпол је председавао састанцима кабинета, именовао све остале министре, делио краљевско покровитељство и пунио Доњи дом својим присталицама. Под Волполом се развила доктрина кабинетске солидарности. Волпол је захтевао да ниједан министар осим њега нема приватних послова са краљем, као и да када се кабинет договори о политици, сви министри морају да је бране јавно или да поднесу оставку. Као што је каснији премијер, лорд Мелбурн, рекао: „Није важно шта кажемо, господо, све док сви говоримо исту ствар“.
Волпол је увек порицао да је био „премијер“, а током 18. века парламентарци и правни научници су наставили да поричу да је било каква таква позиција позната Уставу. Џорџ II и Џорџ III уложили су снажне напоре да поврате личну власт монарха, али све већа сложеност и трошак владе значили су да је министар који би могао да контролише лојалност Комонса био све потребнији. Дуги мандат ратног премијера Вилијама Пита Млађег (1783–1801), у комбинацији са менталном болешћу Џорџа III, учврстио је моћ те функције. Титула се први пут помиње у владиним документима током администрације Бенџамина Дизраелија, али се није појавила у формалном британском Реду првенства све до 1905.
Престиж британских институција у 19. веку и раст Британске империје довели су до тога да је британски модел владе у кабинету, на челу са премијером, нашироко копиран, како у другим европским земљама, тако и на британским колонијалним територијама док су развијале самоуправу. Понегде су усвојене алтернативне титуле као што су „премијер“, „главни министар“, „први министар“, „председник савета“ или „канцелар“, али су основе функције биле исте.

### Модерна употреба
До краја 20. века, већина земаља имала је премијера или еквивалентног министра, који је обављао функцију или под уставном монархијом или церемонијалним председником. Главни изузеци од овог система су Сједињене Државе и председничке републике у Латинској Америци по узору на систем САД, у којем председник директно врши извршну власт.